# Клафетос, Томми
Томми Клафетос (англ.  Tommy Clufetos; род. 30 декабря 1979) — американский барабанщик. Известен участием в группах Роба Зомби, Элиса Купера и Оззи Осборна. Также выступал в качестве приглашенного музыканта во время выступлений группы Black Sabbath с 2013 года.

## Биография
Томми Клафетос родился в Детройте, штат Мичиган. Проходил обучение в средней школе Адамс в Рочестере (штат Мичиган). Он начал играть на барабанах в возрасте около шести лет.

## Карьера
Клафетос начал играть на барабанах в возрасте шести лет. В возрасте 7 лет он выступал в клубах и на концертах по 5 ночей в неделю в группе своего отца. В 14 лет он начал концертную деятельность, выступая с группой Little Anthony and the Imperials. В 1999 году Томми присоединяется к группе Митча Райдера «Mitch Ryder & The Detroit Wheels», выступавшей в это время по стране. К 18-и годам он уже был опытным музыкантом с несколькими сотнями концертов за спиной.
Томми впервые встретился с Тедом Ньюджентом во время записи треков для фильма Джеффа Дэниелса «Escanaba in Da Moonlight». Две недели спустя Томми присоединился к Теду в его мировом туре 2001 года. В 2002 году в составе группы Теда записал альбом Craveman. Также принял участие в выпуске первого DVD Теда Full Bluntal Nugity.
В 2003 году продолжал выступления в шоу Теда «SHOCK & AWE». Большая часть этого турне прошла в совместных выступлениях с такими артистами, как Элис Купер, Дэвид Ли Рот, Kiss, Aerosmith.
В 2004 году Томми гастролирует с Элисом Купером, в 2005-м учувствует в записи альбома Dirty Diamonds. В 2006 году Клафетос присоединяется к Робу Зомби и работал с ним вплоть до своего перехода в 2010 году к Оззи Осборну. В мае 2012 года он выступал с группой Black Sabbath, заменяя Уорда, однако в записи их альбома 13 участия не принимал. Тем не менее, из-за ссоры Black Sabbath c Уордом в 2013–2017 годах принимал участие в их выступлениях.

## Дискография

### Элис Купер
- 2005: Dirty Diamonds

### Тед Ньюджент
- 2002: Craveman
- 2007: Love Grenade

### Рой Лэсли
- 2008: Unbeautiful

### Роб Зомби
- 2006: Educated Horses
- 2007: Zombie Live
- 2010: Hellbilly Deluxe 2

### John 5
- 2007: The Devil Knows My Name
- 2008: Requiem
- 2009: Remixploitation
- 2010: The Art of Malice

### Оззи Осборн
- 2010: Scream

### Кирст Уитни
- 2012: All Rise!

### DVD
- 1999: Rock n' Roll Greats — In Concert — Mitch Ryder & the Detroit Wheels
- 2001: Full Bluntal Nugity — Тед Ньюджент
- 2006: «Ozzfest: 10th Anniversary» — Роб Зомби
- 2008: IMV Behind the Player[3][4]
- 2010: IMV Behind the Player
- 2013: Live... Gathered in Their Masses — Black Sabbath
- 2017 The End tour — Black Sabbath